# Stukely-Sud
Stukely-Sud è un villaggio del Canada, situato nella provincia del Québec, nella regione di Estrie.